# Besten (Adelsgeschlecht)

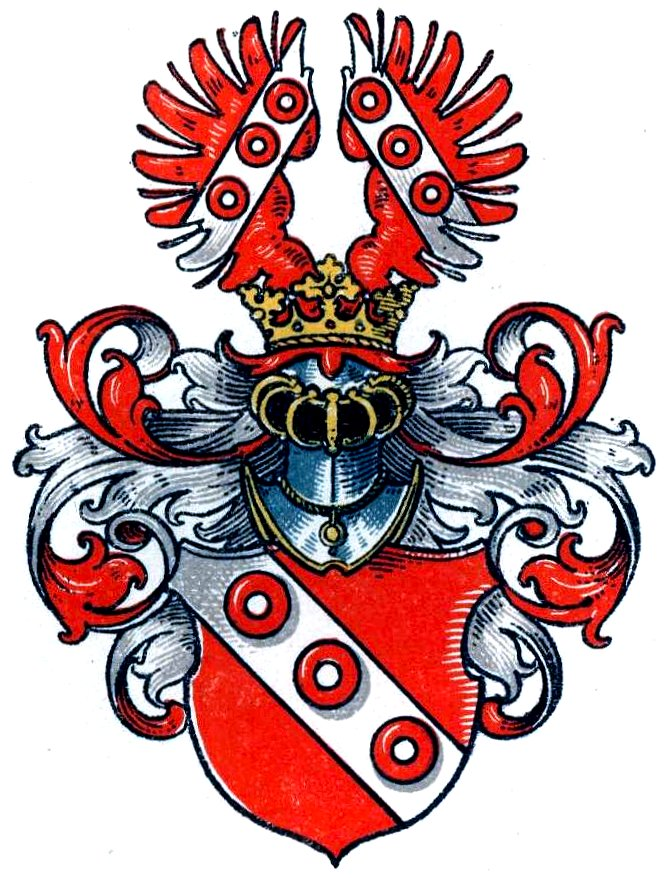
Wappen derer von Besten nach Spießen

Die Herren von Besten (auch Beesten) waren ein westfälisches Adelsgeschlecht.
Aufgrund der Unterschiedlichkeit der Wappen ist die hier behandelte Familie von dem noch blühenden Adelsgeschlecht derer von Beesten zu unterscheiden, auch wenn Fahne, Mülverstedt und andere die beiden Familien vermischen.

## Geschichte
Das Geschlecht stammt aus dem gleichnamigen, inzwischen abgegangenen Stammhaus an der heutigen Speller Straße in Beesten in der Grafschaft Lingen. Urkundlich erscheint es bereits 1257, 1267 und 1293. Die Familie erwarb Güter im Münsterland, wo sie Sythen und Dülmen besaßen, aber schon im 16. Jahrhundert ausstarben, im Osnabrückschen (Ankum, Bippen, Dodelinchusen, Lünne, Obernkamp, Quakenbrück, Tütingen) und in den Grafschaften Bentheim (Grasdorf (Gravestrop)) und Ravensberg (Heide).
Zu Sythen saß bereits 1217 ein Johan van Besten, der im Amt Dülmen ein zum Amtshof des Stifts Münster in Haltern gehörendes Erbe besaß (Hof to Bossnyppe und des Knauers Hove, item twe Uphus ind Bredeykes Guet, dat hie underhefft. Dusse vurss. erve heff Johan van Besten to Zyten). Danach saßen eine Zeit lang andere Familien zu Sythen. Dann jedoch brachte eine Erbtochter der Herren von Hagenbeck Sythen als Erbe an Johann von Besten aus dem Haus Dülmen. Die Eheleute hatten fünf Kinder: Heinrich Franz, Johann, Christine, Ida und Bela. Sythen fiel an Sohn Johann, der mit Torsien von Schule verheiratet war. Die Eheleute Besten-Schule hatten zwei Kinder: Johann, ab 1481 mit Kunigunde von Westerhold verheiratet, und Sybille, ab ca. 1480 mit Georg von Backum verheiratet. Die Eheleute Besten-Westerholt hatten drei Kinder: Ida (verheiratet mit Hermann von Schwansbell), Johann, Erbe von Sythen, und Bernd. Sohn Johann heiratete 1513 Anna von Diepenbroch. Da die Eheleute keinen männlichen Stammhalter bekamen, fiel Sythen über deren älteste Tochter Margaretha nach 1530 an deren Ehemann Konrad von Ketteler zu Altassen.
Zu Dülmen erscheint ein 1364 bereits verstorbener Rotger van Besten, Lehnsmann des Bischofs von Münster im Kirchspiel Brünen. Ein Johann van Besten gen. Pape war verheiratet in erster Ehe mit einer Aleke, in zweiter Ehe ab 1377 mit Mette von Gamwinclo, Tochter der Eheleute Bernd von Gamwinclo und Lyse. Johanns Kinder waren: Johann, Jodokus, Rotger und Bitter. Letzterer verkaufte 1397 den Elzinhoff und den Steynkolck in der Bauernschaft Estern, Dienstmanngüter des Stifts Münster. Dülmen kam an Sohn Rotger, der mit einer Gertrud verheiratet war und einen Sohn namens Johann hatte. Um 1392 erscheint Rotger van Besten im Lehnbuch des Bischofs von Münster als Lehnsnehmer von Land vor Coesfeld, das des Papen van Besten was. Sohn Johann van Besten, der später de olde genannt wird, hatte fünf Kinder: Johann (ab 1450 mit Beleke van Hagenbeck, Erbin von Sythen, verheiratet), Henrick, Rotger (verheiratet mit Alheyd van Grastorppe), Wessel (verheiratet mit einer von Hövel) und Gerlig/Gerlich. Dülmen ging an Sohn Rotger, später an dessen Sohn Joest van Besten sowie Joests Sohn Rotger van Besten (1491), der mit einer Fye verheiratet war.
Das Geschlecht blühte in Holland noch im Jahr 1656.

## Wappen
In Rot ein schrägrechter silberner Balken mit drei roten Ringen belegt. Auf dem gekrönten Helm ein offener roter Flug mit dem Schildbild. Die Helmdecken sind rot-silber.
Siebmacher zeigt dagegen ein Wappen, dessen leicht verschiedene Blasonierung Ledebur später veröffentlicht: Einen schrägrechts von Silber und Rot geteilten Schild mit drei schrägrechts untereinander gelegten, roten Ringen im oberen silbernen Teil.

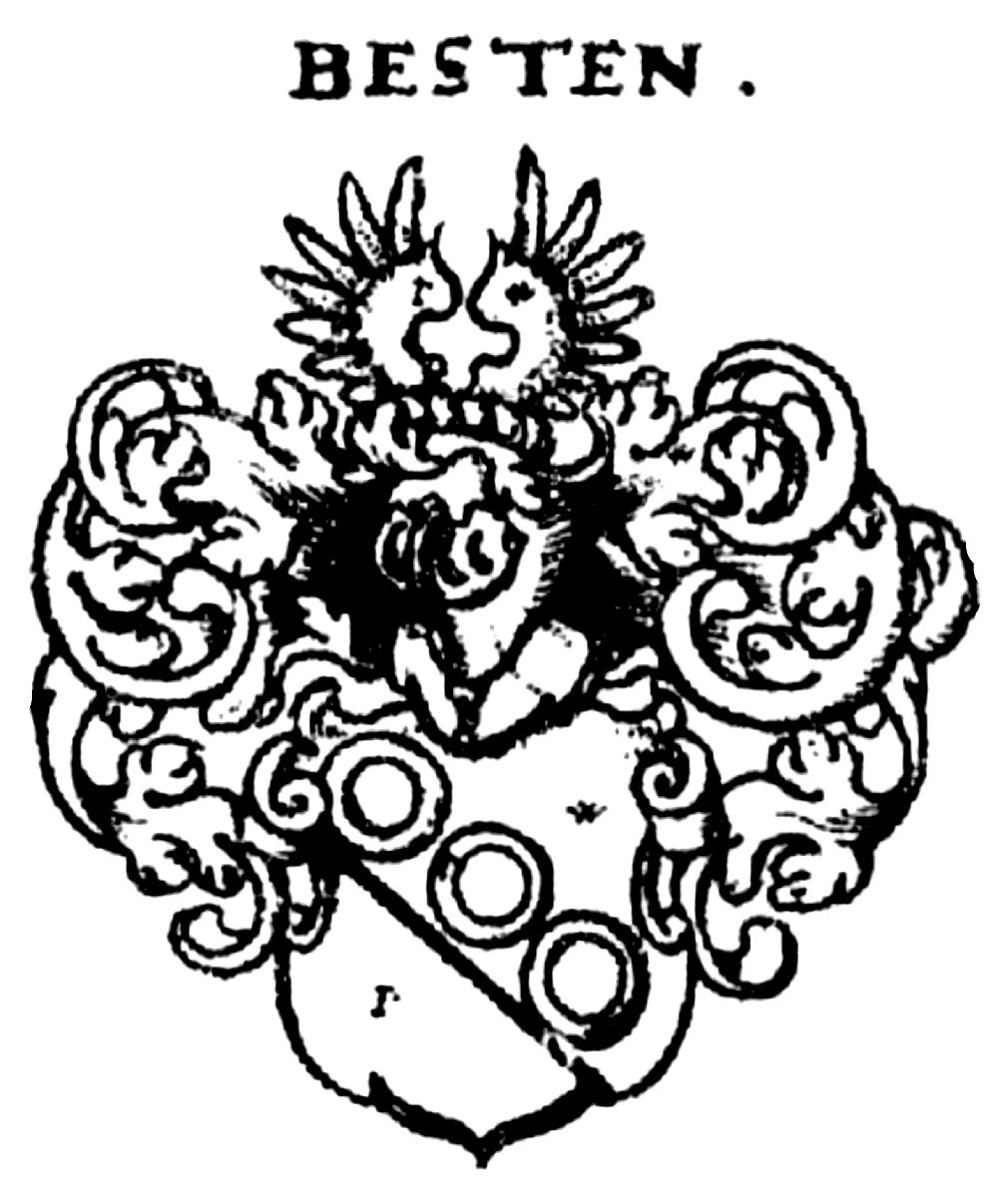
Wappen derer von Besten nach Siebmacher
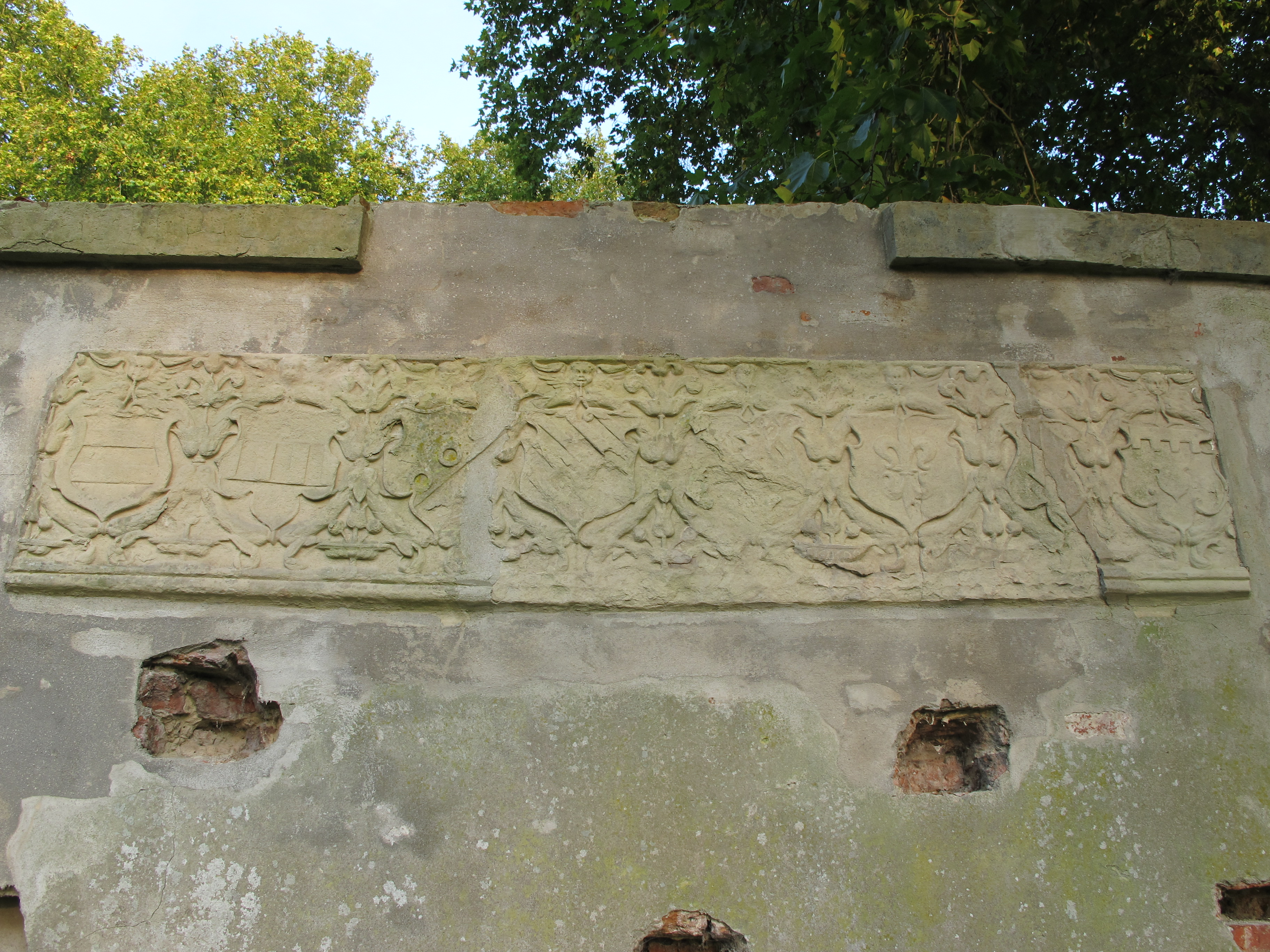
Steinfries mit Wappen derer von Besten in Winterswijk-Huppel
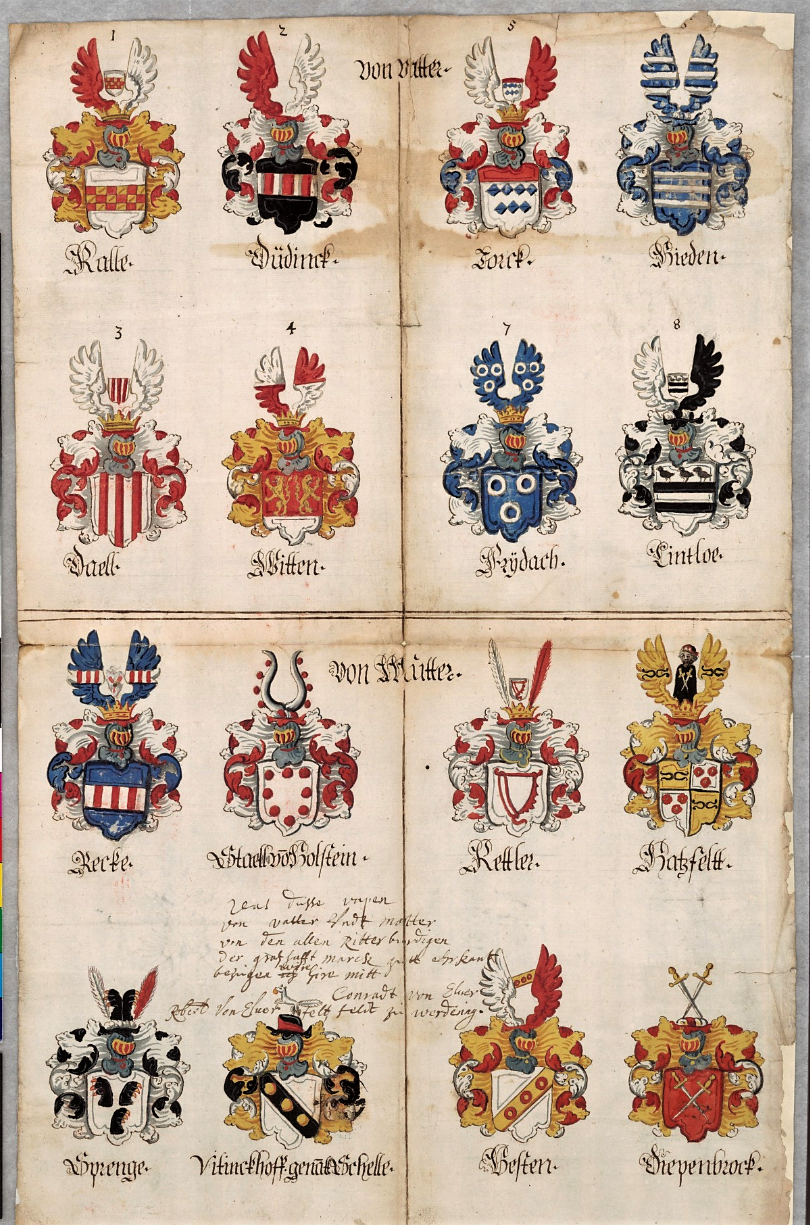
Aufschwörungstafel von 1640 mit Wappen derer von Besten
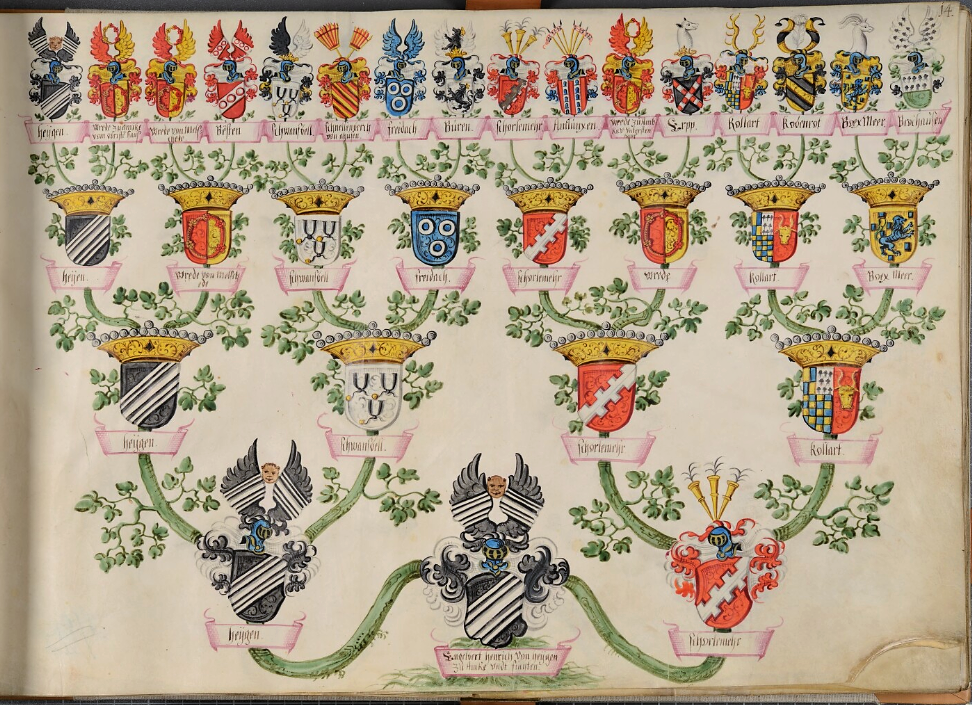
Aufschwörungstafel von 1651 mit Wappen derer von Besten
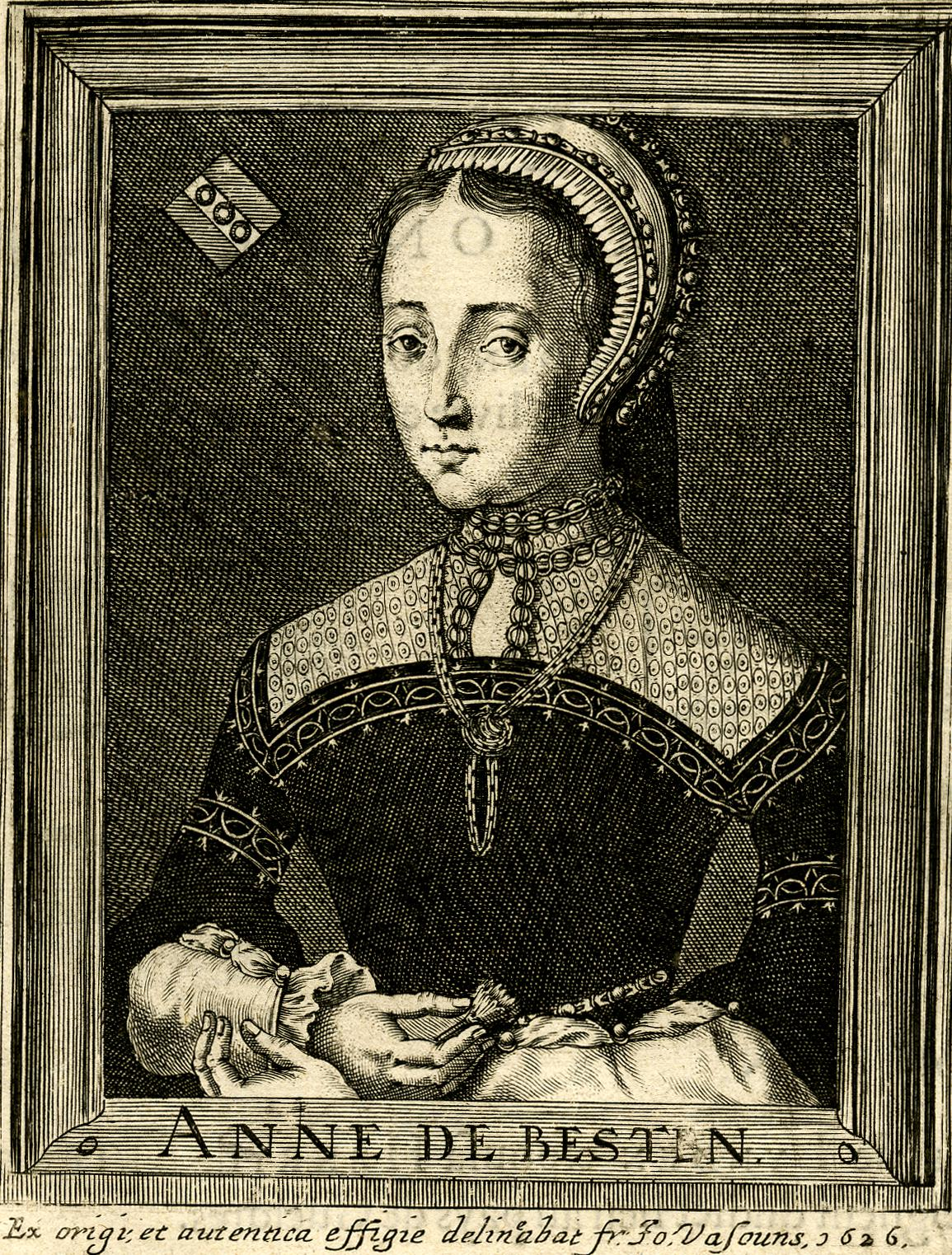
Porträt von Anna van Besten (1626)